# (451) Patientia
(451) Patientia – planetoida z pasa głównego asteroid okrążająca Słońce w ciągu 5 lat i 131 dni w średniej odległości 3,06 j.a. Została odkryta 4 grudnia 1899 roku w Observatoire de Nice w Nicei przez Auguste Charloisa. Nazwa planetoidy pochodzi od łacińskiego słowa patientia oznaczającego cierpliwość. Przed jej nadaniem planetoida nosiła oznaczenie tymczasowe (451) 1899 EY.